# Michele Mason-Brown
Michele Mary Mason, coniugata Brown (3 luglio 1939), è un'ex altista australiana, vincitrice della medaglia d'argento ai Giochi olimpici di Tokyo nel 1964.

## Biografia
Alle olimpiadi di Tokyo nel salto in alto giunse in seconda posizione venendo battuta da Iolanda Balaș (medaglia d'oro) e superando la russa Taïsija Čenčyk. Vinse due competizioni ai Giochi del Commonwealth, sempre per il salto in alto: nel 1958 e nel 1966.

## Palmarès
| Anno | Manifestazione               | Sede  | Evento        | Risultato | Prestazione | Note |
| ---- | ---------------------------- | ----- | ------------- | --------- | ----------- | ---- |
| 1964 | Giochi della XVIII Olimpiade | Tokyo | Salto in alto | Argento   | 1,80        |      |